# Salah Bouchaour
Salah Bouchaour è un comune dell'Algeria, situato nella provincia di Skikda.